# アシュアリー学派
アシュアリー学派（アラビア語: الأشعرية al-ʾAshʿarīyah、الأشاعرة al-Ashāʿirah）とは、イスラム教の神学の学派である。9世紀から10世紀にかけて活躍した神学者アシュアリー(en)を祖とし、マートゥリーディー学派と並ぶスンナ派を代表する学派となっている。

## 概略
神学者アシュアリーは40歳に至るまでムゥタズィラ学派に属していたが、ムゥタズィラ学派から決別して新たな学説を打ち出した。当初アシュアリーは理性の万能性を説くムゥタズィラ学派に対抗するため、保守的なハンバル学派の思想に接近したが、時間が経つにつれてハンバル学派の思想を見直し、両者の中間に位置する思想に到達する。
アシュアリーの後、バーキッラーニーによって彼の思想は学派として確立される。ギリシア哲学の方法論を導入した哲学的神学の草分けであるイマーム・アル＝ハラマイン・ジュワイニーはセルジューク朝の宰相ニザームルムルクによってニザーミーヤ学院の教授に任命され、国家の保護を受けたアシュアリー学派はムゥタズィラ学派の勢力を上回った。イマーム・アル＝ハラマインの弟子であるガザーリーによって哲学の論理学が取り入れられ、アシュアリー学派はより発展していく。そして、哲学の論理学と形而上学を批判的に受容したため、より哲学に近い性質を持つようになった。
アシュアリー学派は理性に基づく思弁によって正統の信仰を証明する学派であり、思弁を排してクルアーンとハディースの章句に依拠する保守的なハンバル学派と、合理的な思考によって信仰を導き出すムゥタズィラ学派の中間に位置する。クルアーンを例にとれば、ムゥタズィラ学派はクルアーンの永遠性を否定して創造されたものと見なし、ハンバル学派はクルアーン、章句を表す文字、筆写に用いた紙や墨までもが無始から存在する永遠のものだと主張したが、アシュアリーは神の言葉自体の永遠性を肯定しながらも、それを記録する文字、紙、墨は人間が考案・製作したものだと定義した。このため両方の学派から迫害を受け、スンナ派の神学として受容されるまで時間を要した。アシュアリー学派はスンナ派の四大法学派（マズハブ）のうち、マーリク学派とシャーフィイー学派に属する法学者に継承された。
クルアーン、ハディースに忠実でありながら合理的な手法で正統性を証明するため、アシュアリー学派は合理的論証を成立させる「知（'ilm）」の本質を追求しなければならなかった。バーキッラーニーの「知」に関する議論によって、その後のアシュアリー学派内の「知」の枠組みが確定し、14世紀の歴史家・法学者のイブン・ハルドゥーンはバーキッラーニーによってアシュアリー学派の基礎が形成されたと評価した。「知」を直接的な体験（ma'rifab）によるものとクルアーンやハディースを通して得られる間接的なもの（'ilm）に分けられ、二つの知の上下関係を巡ってウラマーと一部のスーフィーが対立していた。ガザーリーは直接的な知を至上とするスーフィーと間接的な知を重視するウラマーの中間の立場をとり、それぞれの領域内の学問の役割の定義を試みた。
アシュアリーは人間の「行為」は神の創造によって生み出されたものであり、人間は神の創造した行為を獲得するだけにとどまる獲得理論を唱え、因果関係の存在を否定した。アシュアリー学派とムゥタズィラ学派は互いの思想を論駁していたが、存在論において原子論を認める点においては、四元素説の立場をとる一部のムゥタズィラ学派の人間を除いて一致していた。しかし、後期アシュアリー学派の人間の中にはアシュアリーの獲得理論を和らげ、哲学の理論に接近した者もいた。

## アシュアリー派に属する神学者
- バーキッラーニー（英語版）
- アブー・マンスール・アル＝バグダーディー（英語版）
- イマーム・アル＝ハラマイン
- アブー・ハーミド・ガザーリー
- ラーズィー
- イーズィー（Adud al-Din al-Iji）